# Parêntese

símbolo dos Parênteses

Um parêntese ou parêntesis (do grego παρένθεσις, "inserção") são utilizados para interpor uma palavra, expressão ou frase num texto para adicionar informação, normalmente explicativa, mas não essencial. A característica fundamental dos parênteses é não afetarem a estrutura sintática dos períodos em que são inseridos.
Por extensão de sentido, chama-se parênteses aos sinais tipográficos — "(" [abre] e ")" [fecha] — que delimitam esses elementos aditivos no discurso.  
Usam-se ( ) para isolar palavras, locuções ou frases intercaladas no período, com caráter explicativo, as quais são proferidas em tom mais baixo:
- "Finjamos pois (o que até fingido e imaginado faz horror), finjamos que vem a Bahia e o resto do Brasil a mãos dos holandeses..." (Vieira)
Também entre parênteses devem ser postos os nomes de autores, obras, capítulos, etc., relativos a citações feitas, como foi feito ao final do exemplo acima.
Os parênteses são usados no caso de parte independente de uma sentença ou parágrafo, não diretamente relacionada com o restante da oração:
1. Os profissionais liberais (advogados, médicos, dentistas, engenheiros), quando exercem a profissão por conta própria, são considerados segurados autônomos.

São usados para incluir quantias ou números já expostos por extenso:
1. Trezentos mil reais (R$ 300.000,00).

São usados também em caso de siglas de estado:
1. Belo Horizonte (MG)

Obs: Esses parênteses podem ser substituídos pela barra diagonal:
1. Belo Horizonte/MG